# إدارة تشونتالس
إدارة تشونتاليس (بالإنجليزية: Chontales Department) هي إدارة في نيكاراغوا، عاصمتها خويغالبا.

## جغرافيا
تقع الإدارة في وسط نيكاراغو وتبلغ مساحتها 6٬378 كيلومتر مربع.

### الموقع
ويحدها الإدارات التالية :
- إقليم جنوب الساحل الكاريبي المستقل
- إدارة بواكو
- إدارة ريو سان خوان

## التقسيم الإداري
تنقسم إدارة تشونالتس إلى 10 بلديات.
| البلدية                | المركز الإداري         | المساحة      | السكان (إحصاء 2005) |
| ---------------------- | ---------------------- | ------------ | ------------------- |
| أكويابا                | أكويابا                | 1،381.79 كم٢ | 16946 نسمة          |
| كومالابا               | كومالابا               | 644 كم٢      | 11.785 نسمة         |
| سان فرانسيسكو دي كوابا | سان فرانسيسكو دي كوابا | 277 كم٢      | 5،507 نسمة          |
| كورال                  | كورال                  | 306 كم٢      | 14905 نسمة          |
| جويغالبا               | جويغالبا               | 727 كم٢      | 51,838 نسمة         |
| لا ليبرتاد             | لا ليبرتاد             | 775 كم٢      | 11.429 نسمة         |
| سان بيدرو دي لوفاجو    | سان بيدرو دي لوفاجو    | 467 كم٢      | 7650 نسمة           |
| سانتو دومينغو          | سانتو دومينغو          | 717 كم٢      | 12182 نسمة          |
| سانتو توماس            | سانتو توماس            | 547 كم٢      | 16904 نسمة          |
| فيلا ساندينو           | فيلا ساندينو           | 677 كم٢      | 13152 نسمة          |

## ديموغرافيا
بلغ عدد سكانها 153٬932  نسمة (2005) وتبلغ الكثافة السكانية 24 نسمة/كم2.

## أعلام
- ديفيد أوبريجون